# Кетрін Енн Портер
Кетрін Енн По́ртер (англ. Katherine Anne Porter, уроджена: Каллі Рассел Портер; 15 травня 1890, Індіан-Крік, США — 18 вересня 1980, Сілвер-Спринг (Меріленд)
, Меріленд, США) — американська журналістка, письменниця та громадський діяч.

## Біографія
Кетрін Енн Портер, уроджена Каллі Рассел Портер (англ. Callie Russell Porter), була четвертою дитиною в сім'ї Харрісона Буна Портера (англ. Harrison Boone Porter) та Еліс Джонс Портер (англ. Alice Jones Porter). Родинне дерево їхнього роду простежується аж до переселенця Даніеля Буна. Троюрідним братом її батька був письменник О. Генрі (справжнє ім'я Вільям Сідні Портер). 1892 року, коли Енн виповнилося два роки, її мати померла через два місяці після чергових пологів. Батько відправив дітей, які залишилися (старший брат помер у дитинстві) на виховання до бабусі, Кетрін Енн Портер, в місто Кайл (Kyle), Техас. Про вплив бабусі на життя письменниці можна судити по тому факту, що пізніше вона змінила своє ім'я на бабусине.
Бабуся померла, коли Енн було 11 років. Після цього сім'я жила в різних містах в штатах Техас та Луїзіана, зупиняючись у родичів, або винаймаючи кімнати. Дівчина отримувала освіту в безкоштовних школах цих міст й закінчила Школу Томаса (Thomas School), приватну методистську школу в Сан-Антоніо, штат Техас. Це булоа вся її освіта після школи грамоти.
У 1906 році Портер поїхала з дому та вийшла заміж за Джона Кунца (англ. John Henry Koontz) в Лафкіні (Lufkin), штат Техас. Енн прийняла католицьку віру чоловіка. Кунц, виходець з багатої селянської техаської родини, виявився домашнім тираном. Одного разу, будучи п'яним, він зіштовхнув Енн зі сходів, зламавши їй ногу. 1915 року пара розлучилася.
У 1914 році вона поїхала від чоловіка в Чикаго, де знімалася в масовці фільмів. Згодом повернулася в Техас та працювала актрисою й співачкою в маленькому місті. Після розлучення Портер змінила ім'я на Кетрін Енн. У тому ж році Портер важко захворіла. Лікарі ставлять їй діагноз туберкульоз, в наступні два роки життя, до тих пір, поки не виявилося, що насправді у неї бронхіт, вона проводить в санаторії, де й приймає рішення стати письменницею. 1917 року вона веде стовбець театральної критики та світської хроніки в газеті  Critic  міста Форт-Верт. У 1918 пише для газети Rocky Mountain News в Денвері. Важко переносить епідемію іспанського грипу, що охопила Денвер. Після виписки з лікарні була дуже ослабленою та практично лисою. Волосся, яке знову відростає, було практично сивими й зберегло такий колір до кінця її життя. Події того часу описані письменницею в трилогії новел «Блідий кінь, блідий вершник» (англ. Pale Horse, Pale Rider), за яку вона отримала першу щорічну золоту медаль від Бібліотечного Товариства Нью-Йоркського університету.
У 1919 році Портер переїжджає в Гринвіч-Вілледж в Нью-Йорку, де стає «літературним негром», пише оповідання для дітей. Політичне життя того часу дуже вплинуло на Портер, вона захоплюється ідеями радикалізму. 1920 року вирушає до Мексики, де знайомиться з активістами лівого руху, зокрема з Дієго Рівера. Пізніше, однак, Портер втрачає інтерес як до самого руху, так і до його лідерів. Також в 20-і роки Кетрін стала гаряче критикувати католицьку церкву. Цих позицій вона дотримувалася аж до останніх років життя, поки знову не повернулася в лоно церкви.
Між 1920-м і 1930-м роками Портер курсувала між Нью-Йорком й Мехіко та почала публікувати свої короткі оповідання й есе.
Портер виходила заміж ще тричі: в 1926 році за Ернеста Стока (англ. Ernest Stock), в 1930 за Юджина Преслі (англ. Eugene Pressley), а останнім чоловіком Портер став Альберт Рассел Ерскін-мол. (англ. Albert Russel Erskine, Jr.), який був молодший за неї на двадцять років. Після розлучення з ним Портер більш не виходила заміж. Дітей у Портер не було.
З 1948 по 1958 рік Портер викладала у Стенфордському, Мічиганському та Техаському університетах.
У 1962 році Портер опублікувала свій єдиний роман «Корабель дурнів», який став бестселером й отримав високу оцінку критиків й читачів. Роман розповідає про соціально-психологічні передумови виникнення фашизму, ненависті та жорстокості.
У 1966 році Портер отримала Пулітцерівську премію та Національну книжкову премію за «Збірку оповідань Кетрін Енн Портер». 1977 року Портер опублікувала повість «Марнота земна» (англ. Old Mortality).
Кетрін Енн Портер померла 18 вересня 1980 року у своєму будинку в Сілвер-Спрінг (Меріленд). Прах Портер був похований поруч з могилою її матері, в рідному місті письменниці на цвинтарі Індіан-Крік в Техасі.
У 2006 році Поштова служба США випустила марку із зображенням Кетрін Енн Портер. Ця марка стала двадцять другою маркою в серії «Література».

### Роман
- «Корабель дурнів»[en] (англ. Ship of Fools), 1962. Перекладений українською Віктором Батюком Київ: журнал Всесвіт, №№  6-8, 1978 р.

### Повісті
- «Марнота земна» (англ. Old Mortality), 1937
- «Полуденне вино» (англ. Noon Wine), 1937 (екранізація 1966[15] і 1985[16])
- «Блідий кінь, блідий вершник»(англ. Pale Horse, Pale Rider), 1939 (екранізація 1964[17])

### Оповідання
- «Maria Concepcion», 1922
- «The Martyr», 1923
- «Незаймана Віолетта» (англ. Virgin Violeta), 1924
- «He», 1927
- «Magic», 1928
- «Мотузка» (англ. Rope), 1928
- «Theft», 1929
- «The Jilting of Granny Weatherall», 1930 (екранізований в 1980 році)[18]
- «The Cracked-Looking-Glass», 1932
- «Гасієнда» (англ. Hacienda), 1934
- «Могила»"" (англ. The Grave), 1934
- «Мудрість, що походить ніби зверху» (англ. The Downward Path to Wisdom), 1939
- «Падаюча башта» (англ. The Leaning Tower), 1941
- «Джерело» (англ. The Source), 1944
- «Шлях» (англ. The Journey), 1944
- «Свідок» (англ. The Witness), 1944
- «Цирк» (англ. The Circus), 1944 (екранізований в 1990 році)[19]
- «Останній лист»(англ. The Last Leaf), 1944
- «A Day's Work», 1944
- «Старий порядок» (англ. The Old Order), 1958
- «Фігове дерево» (англ. The Fig Tree), 1960 (екранізований в 1987 році)[20]
- «Holiday», 1960
- «A Christmas Story», 1967

### Збірки оповідань
- «Збірка оповідань Кетрін Енн Портер»(англ. The Collected Stories of Katherine Anne Porter), 1965
- «Старий порядок: історії Півдня» (англ. The Old Order: Stories of the South), 1955
- «Падаюча башта й інші оповідання» (англ. The Leaning Tower and Other Stories), 1944
- «Іудине дерево квітне» (англ. Flowering Judas and Other Stories), 1930

## Нагороди
- 1966 — Пулітцерівська премія

## Екранізації
У 1965 році на екрани вийшов фільм «Корабель дурнів», екранізація єдиного роману Портер «Корабель дурнів». У головних ролях знялися зірки світового кіно Вів'єн Лі та Симона Синьйоре.